# Valle Cavanata e Banco Mula di Muggia
Valle Cavanata e Banco Mula di Muggia este o arie protejată (arie specială de conservare — SAC, sit de importanță comunitară — SCI, arie de protecție specială avifaunistică — SPA) din Italia întinsă pe o suprafață de 860 ha, din care 71 % marine.

## Localizare
Centrul sitului Valle Cavanata e Banco Mula di Muggia este situat la coordonatele 45°41′44″N 13°28′00″E / 45.6956°N 13.4667°E.

## Înființare
Situl Valle Cavanata e Banco Mula di Muggia a fost declarat sit de importanță comunitară în septembrie 1995 pentru a proteja 1 specie de plante și 140 de specii de animale. Alte tipuri de protecție:
- arie de protecție specială avifaunistică (în februarie 2000)[2]
- arie specială de conservare (în octombrie 2013)[1][3][4]

## Biodiversitate
Situată în ecoregiunea continentală, aria protejată conține 12 habitate naturale: Galerii de Salix alba și de Populus alba, Terase mlăștinoase și terase nisipoase neacoperite de apă la reflux, Dune mobile de-a lungul țărmului cu Ammophila arenaria („dune albe”), Bancuri de nisip acoperite în permanență slab de apă marină, Tufărișuri halofile mediteraneene și termo-atlantice (Sarcocornetea fruticosi), Pajiști umede mediteraneene cu ierburi înalte de Molinio-Holoschoenion, Lagune de coastă, Pajiștile Spartina (Spartinion maritimae), Dune de coastă fixe cu vegetație erbacee („dune gri”), Salicornia și alte specii anuale care populează regiunile mlăștinoase și nisipoase, Fânețe de joasă altitudine (Alopecurus pratensis, Sanguisorba officinalis), Pășuni mediteraneene udate de apa mării (Juncetalia maritimi).
La baza desemnării sitului se află mai multe specii protejate:
- plante (1): Salicornia veneta
- păsări (131): privighetoare-de-baltă (Acrocephalus melanopogon), pitulice de apă (Acrocephalus paludicola), fluierar de munte (Actitis hypoleucos), pescăruș albastru (Alcedo atthis), rață sulițar (Anas acuta), rață pitică (Anas crecca), rață mare (Anas platyrhynchos), Anser albifrons albifrons, gâscă cenușie (Anser anser), gârliță mică (Anser erythropus), gâscă de semănătură (Anser fabalis), fâsă-de-câmp (Anthus campestris), egretă mare (Ardea alba), stârc cenușiu (Ardea cinerea), stârc roșu (Ardea purpurea), stârc galben (Ardeola ralloides), ciuf de câmp (Asio flammeus), rață-cu-cap-castaniu (Aythya ferina), rața moțată (Aythya fuligula), Aythya marila, rață roșie (Aythya nyroca), buhai de baltă (Botaurus stellaris), gâsca cu piept roșu (Branta ruficollis), Bubulcus ibis, Bucephala clangula, Calidris alba, fugaci de țărm (Calidris alpina), Calidris canutus, fugaci mic (Calidris minuta), bătăuș (Calidris pugnax), caprimulg (Caprimulgus europaeus), Cettia cetti, prundăraș de sărătură (Charadrius alexandrinus), prundaș gulerat mare (Charadrius hiaticula), chirichița cu obraz alb (Chlidonias hybrida), chirighiță neagră (Chlidonias niger), barză albă (Ciconia ciconia), barză neagră (Ciconia nigra), șerpar (Circaetus gallicus), erete de stuf (Circus aeruginosus), erete vânăt (Circus cyaneus), erete cenușiu (Circus pygargus), Cisticola juncidis, acvilă țipătoare (Clanga clanga), Clangula hyemalis, dumbrăveancă (Coracias garrulus), cristeiul de câmp (Crex crex), gușă vânătă (Cyanecula svecica), Cygnus columbianus bewickii, lebădă de iarnă (Cygnus cygnus), lebădă de vară (Cygnus olor), ciocănitoare neagră (Dryocopus martius), egretă mică (Egretta garzetta), Falco biarmicus, șoim de iarnă (Falco columbarius), Falco naumanni, șoim călător (Falco peregrinus), vânturel de seară (Falco vespertinus), muscar-gulerat (Ficedula albicollis), lișiță (Fulica atra), becațină comună (Gallinago gallinago), Gallinago media, găinușă de baltă (Gallinula chloropus), cufundar polar (Gavia arctica), cufundar mic (Gavia stellata), pescăriță râzătoare (Gelochelidon nilotica), ciovlica roșcată (Glareola pratincola), cocor (Grus grus), scoicar (Haematopus ostralegus), codalb (Haliaeetus albicilla), piciorong (Himantopus himantopus), Hydrocoloeus minutus, pescăriță mare (Hydroprogne caspia), stârc pitic (Ixobrychus minutus), sfrâncioc roșiatic (Lanius collurio), sfrânciocul cu frunte neagră (Lanius minor), Larus argentatus, pescăruș sur (Larus canus), pescăruș-cu-cap-negru (Larus melanocephalus), Larus michahellis, pescăruș râzător (Larus ridibundus), sitar de mal nordic (Limosa lapponica), ciocârlie de pădure (Lullula arborea), becațină mică (Lymnocryptes minimus), rață fluierătoare (Mareca penelope), rață pestriță (Mareca strepera), rață catifelată (Melanitta fusca), rață neagră (Melanitta nigra), Mergellus albellus, cormoran mic (Microcarbo pygmaeus), gaia neagră (Milvus migrans), gaia roșie (Milvus milvus), Numenius arquata arquata, Numenius phaeopus, stârc de noapte (Nycticorax nycticorax), vultur pescar (Pandion haliaetus), viespar (Pernis apivorus), Phalacrocorax aristotelis desmarestii, Phalacrocorax carbo sinensis, Phoenicopterus ruber, ciocănitoare verzuie (Picus canus), lopătar (Platalea leucorodia), țigănuș (Plegadis falcinellus), ploier auriu (Pluvialis apricaria), ploier argintiu (Pluvialis squatarola), corcodel-urechiat (Podiceps auritus), corcodel mare (Podiceps cristatus), corcodel-cu-gât-roșu (Podiceps grisegena), corcodel-cu-gât-negru (Podiceps nigricollis), cresteț pestriț (Porzana porzana), Puffinus yelkouan, cristei de baltă (Rallus aquaticus), ciocântors (Recurvirostra avosetta), sitar de pădure (Scolopax rusticola), Spatula clypeata, rață cârâitoare (Spatula querquedula), chiră de baltă (Sterna hirundo), chiră mică (Sternula albifrons), silvie mediteraneană (Sylvia melanocephala), corcodel mic (Tachybaptus ruficollis), călifar roșu (Tadorna ferruginea), călifar alb (Tadorna tadorna), chiră de mare (Thalasseus sandvicensis), fluierar negru (Tringa erythropus), fluierar de mlaștină (Tringa glareola), fluierar cu picioare verzi (Tringa nebularia), fluierarul de zăvoi (Tringa ochropus), fluierarul cu picioare roșii (Tringa totanus), nagâț (Vanellus vanellus), Xenus cinereus, Zapornia parva
- amfibieni (3): izvoraș-cu-burta-galbenă (Bombina variegata), Rana latastei, Triturus carnifex
- mamifere (1): delfin mare (Tursiops truncatus)
- pești (3): Aphanius fasciatus, Knipowitschia panizzae, Pomatoschistus canestrinii
- reptile (2): Caretta caretta, țestoasa de baltă (Emys orbicularis)

Pe lângă speciile protejate, pe teritoriul sitului au mai fost identificate 2 specii de plante, 4 specii de amfibieni, 3 specii de mamifere, 3 specii de nevertebrate, 1 specie de pești, 6 specii de reptile.